# Stolephorus indicus
Stolephorus indicus es una especie de pez del género Stolephorus, familia Engraulidae, orden Clupeiformes. Fue descrita científicamente por van Hasselt en 1823.
Es una especie inofensiva para el ser humano y posee un escaso valor comercial. Se cree que se alimenta de zooplancton.

## Descripción
La longitud estándar es de 15,5 centímetros.

## Distribución y hábitat
Se distribuye por el Indo-Pacífico: mar Rojo y Sudáfrica, incluidos el golfo Pérsico, Madagascar y Mauricio hasta Hong Kong, el mar de Arafura, Australia hasta Samoa y Tahití. Habita en ríos, estuarios y zonas costeras donde puede alcanzar los 50 metros de profundidad.